# Erechthias polionota
Erechthias polionota är en fjärilsart som beskrevs av Turner 1923. Erechthias polionota ingår i släktet Erechthias och familjen äkta malar. Inga underarter finns listade i Catalogue of Life.